# Kostoulas Recycling
Kostoulas Recycling (griechisch Κ. Κωστούλας ΑΕΒΕ) ist eine griechische Abfallentsorgungsfirma mit Sitz in Athen.

## Geschichte
Das Unternehmen wurde 1980 von Konstantinos Kostoulas gegründet.
Im Jahr 1996 stellte das Unternehmen 10 Führungskräfte von Deutschlands größten Entsorgungsunternehmen, wie Rethmann, Lobbe GmbH und Edelhoff AG ein. Im Jahr 1998 erzielte das Unternehmen einen Gewinn von 306 Millionen Drachmen und belegte damit den 41. Platz in der griechischen Industrie.
Im Jahr 1999 erlitt Kostoulas durch die anhaltenden Brände im Werk B in Athen großen Schaden, mit dem Ergebnis, dass das Unternehmen seine Macht und die Hälfte seines Personals durch die exorbitanten Strafen verlor. Im Jahr 2007 verkaufte Kostoulas seine Tochtergesellschaft Athens Waste Recycling an Betanet.
Das Unternehmen hat auch Recycling-Anlagen in Larisa, Thessaloniki und auf Kreta, betrieben von der Tochtergesellschaft Hellenic Recycling S.A.